# Davor Zdravkovski
Davor Zdravkovski (in macedone Давор Здравковски?; Skopje, 20 marzo 1998) è un calciatore macedone, centrocampista del Motherwell.

## Palmarès

### Club

#### Competizioni nazionali
- Coppa di Cipro: 1

AEL Limassol: 2018-2019